# 象牙游戏
《象牙游戏》（英語：The Ivory Game，又译《象牙之战》）是2016年的一部反映象牙贸易的纪录片。本片记录了黄泓翔等调查员调查象牙贸易的过程，旨在呼吁有关各方终止象牙贸易，保护野生动物。